# Сверплевичи
Све́рплевичи (бел. Сверплевічы) — деревня в Козловщинском сельсовете Дятловского района Гродненской области Белоруссии. Согласно переписи населения 2009 года в Сверплевичах проживал 71 человек. Площадь населённого пункта составляет 49,78 га, протяжённость границ — 7,13 км.

## История
Согласно переписи населения 1897 года Сверплевичи — деревня в Козловской волости Слонимского уезда Гродненской губернии. В Сверплевичах насчитывалось 16 домов, проживало 103 человека. В 1905 году численность населения деревни составила также 103 жителя.
В 1921—1939 годах Сверплевичи находились в составе межвоенной Польской Республики. В этот период деревня относилась к сельской гмине Козловщина Слонимского повята Новогрудского воеводства. В 1923 году в Сверплевичах насчитывалось 27 хозяйств, проживало 153 человека. В сентябре 1939 года Сверплевичи вошли в состав БССР.
В 1996 году Сверплевичи входили в состав Гербелевичского сельсовета и колхоза «Искра». В деревне имелось 58 хозяйств, проживало 140 человек.
13 июля 2007 года Сверплевичи были переданы из упразднённого Гербелевичского сельсовета в Козловщинский поселковый совет.
26 декабря 2013 года деревня вместе с другими населёнными пунктами, ранее входившими в состав Козловщинского поссовета, была включена в новообразованный Козловщинский сельсовет.